# Teknologiens Mediehus
Teknologiens Mediehus er en dansk medievirksomhed, der i november 2018 skiftede navn fra Mediehuset Ingeniøren A/S.
Virksomheden ejer følgende udgivelser:
- Nyhedsmagasinet Ingeniøren, hvis historie kan føres tilbage til 1892.
- Jobfinder – Danmarks største job- og karrieresite målrettet ingeniører, cand.scient.er og maskinmestre. Grundlagt i 1997.[1]
- Version2 – it-nyhedsmagasin, udgivet første gang i 2006.[1] Eksisterer i dag kun som en netmedie.

Virksomheden ejede desuden Teknisk Forlag, indtil det blev solgt til TDC i 2000.
Virksomheden var oprindeligt ejet 100% af Ingeniørforeningen i Danmark (IDA), men i 2013 frasolgtes en 1/3 til Danske civil- og akademiingeniørers Pensionskasse og Pensionskassen for teknikum- og diplomingeniører.
I 2013 flyttede virksomheden domicil fra Vesterbro til Valby.
I 2014 flyttede den videre til Punkthuset på Kalvebod Brygge 33 i København umiddelbart ved siden af ejeren IDA.

## Ekstern henvisning
- Teknologiens Mediehus' hjemmeside